# Rye (East Sussex)
Rye és un petit poble situat dalt d'un turó a East Sussex, Anglaterra, regat pel riu Rother, i a la vora occidental del Walland Marsh, part dels Romney Marshes. L'any 2001 tenia 4.600 habitants. La seva economia depèn fonamentalment del turisme a causa de la seva importància històrica.

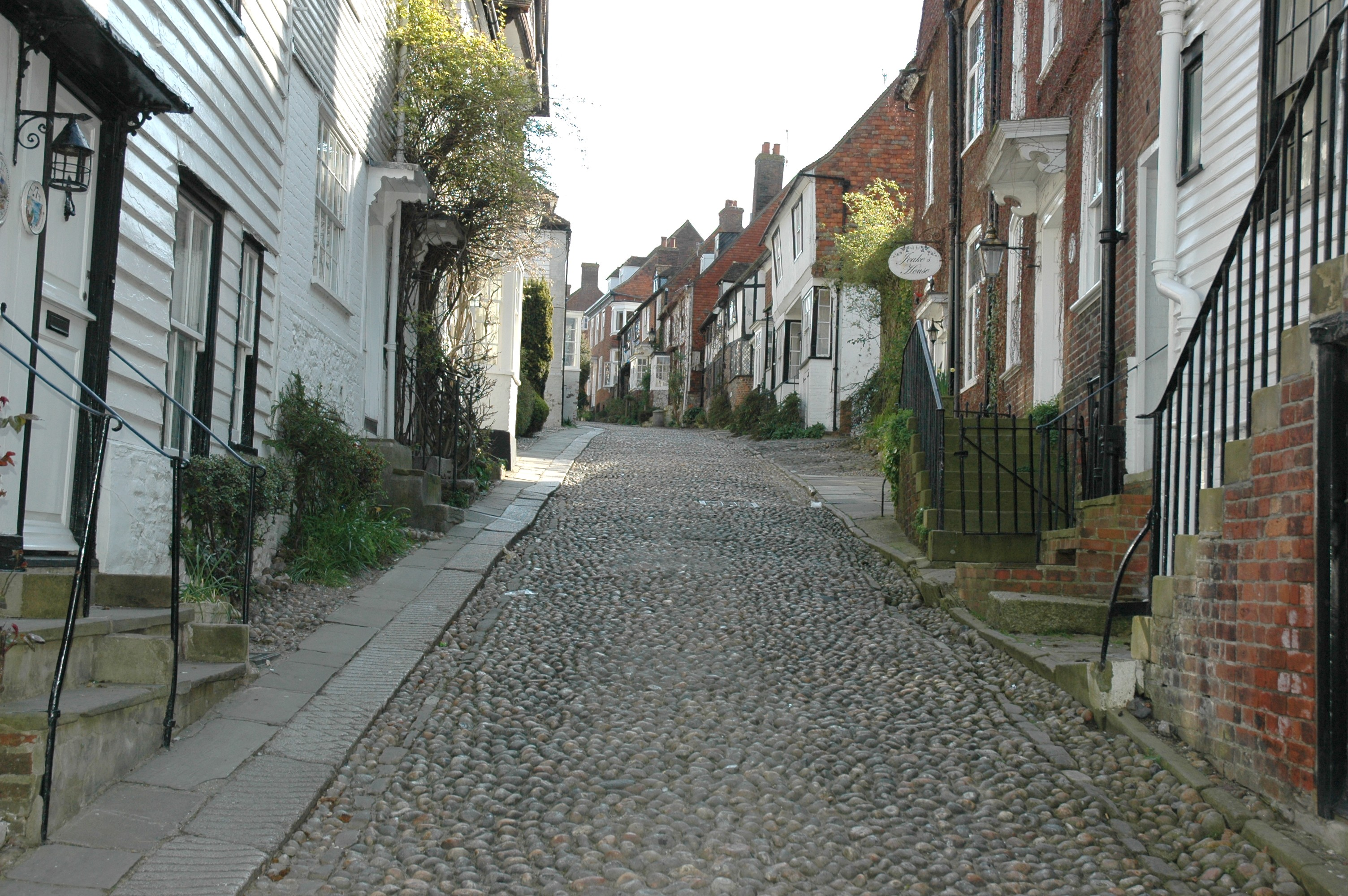
Carrer de Rye

Amb els seus carrerons costeruts i tortuosos, el barri vell, cenyit per ruïnoses muralles i situat dalt d'un penya-segat, ofereix una gran riquesa de materials de construcció i inesperades vistes de la campanya circumdant. A Strand Quay un espectacle de llum i so acompanya la presentació d'una maqueta de Rye (Rye Town Model) que evoca el passat. A Mermaid Street destaquen edificis com Mermaid Inn (la posada de la Sirena - segle xv), famós per haver estat el cau de cruels contrabandistes.

## Edificis destacats

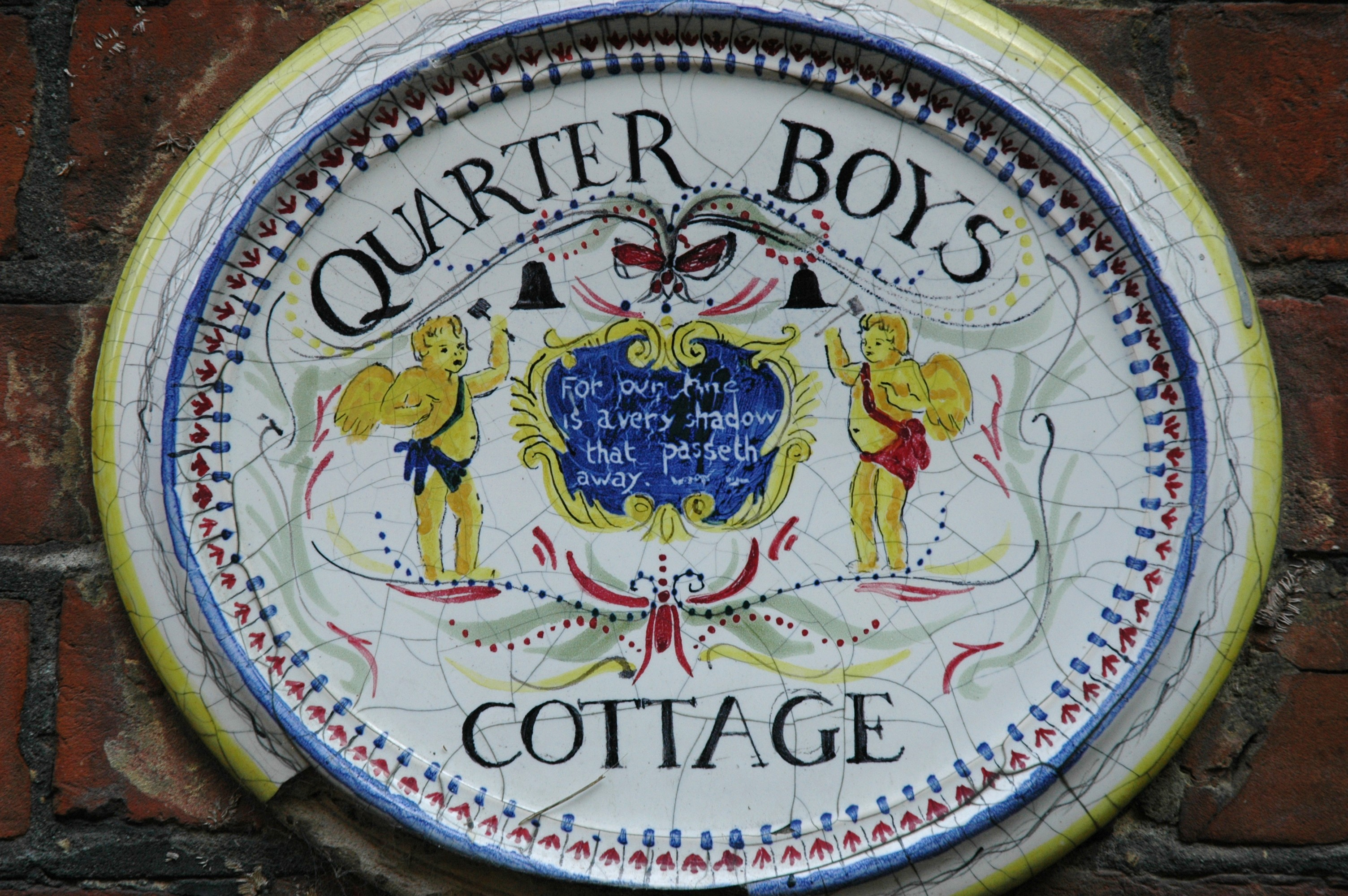
La majoria de cases té penjat a l'entrada un plat amb un significat. Aquest mostre els nous quarters, anomenat així perquè només toquen els quarts, del rellotge de l'església

Destaca la casa Lamb per les seves connexions literàries i la seva façana georgiana. Fou la casa de Henry James de 1898 a 1916, i posteriorment d'E.F. Benson i Rumer Godden.
La torre Ypres formava part d'una robusta i compacta ciutadella del segle xiii, enfilada dalt d'un penya-segat, que va ser presó durant llarg temps. Avui és seu del museu local, el Rye Castle Museum.
També destaca l'església de Santa Maria amb un rellotge que conserva el pèndol més antic de la regió.